# Поручик Кіже (фільм)
«Поручик Кіже» (рос. «Поручик Киже») — білоруський радянський художній фільм 1934 року режисера Олександра Файнциммера. Екранізація оповідання Юрія Тинянова, заснованого на збереженому з часів Павла I анекдоті.

## Сюжет
Через помилку писаря, який в царському наказі замість слів «поручика же» написав «поручик Кіже», виникла неіснуюча особистість.

## У ролях
- Ераст Гарін
- Леонід Кміт
- Михайло Яншин
- Борис Горін-Горяйнов
- Ніна Шатерникова
- Софія Магарілл
- Михайло Ростовцев
- Андрій Кострічкін
- Костянтин Гибшман

## Творча група
- Сценарій: Юрій Тинянов
- Режисер: Олександр Файнциммер
- Оператор: Аркадій Кольцатий
- Композитор: Сергій Прокоф'єв